# 古斯塔夫·特尼
古斯塔夫·特尼（德語：Gustav Thöni，1951年2月28日—），意大利男子高山滑雪运动员。他曾代表意大利参加1972年、1976年和1980年冬季奥林匹克运动会高山滑雪比赛，共获得一枚金牌和二枚银牌。